# Yiruma

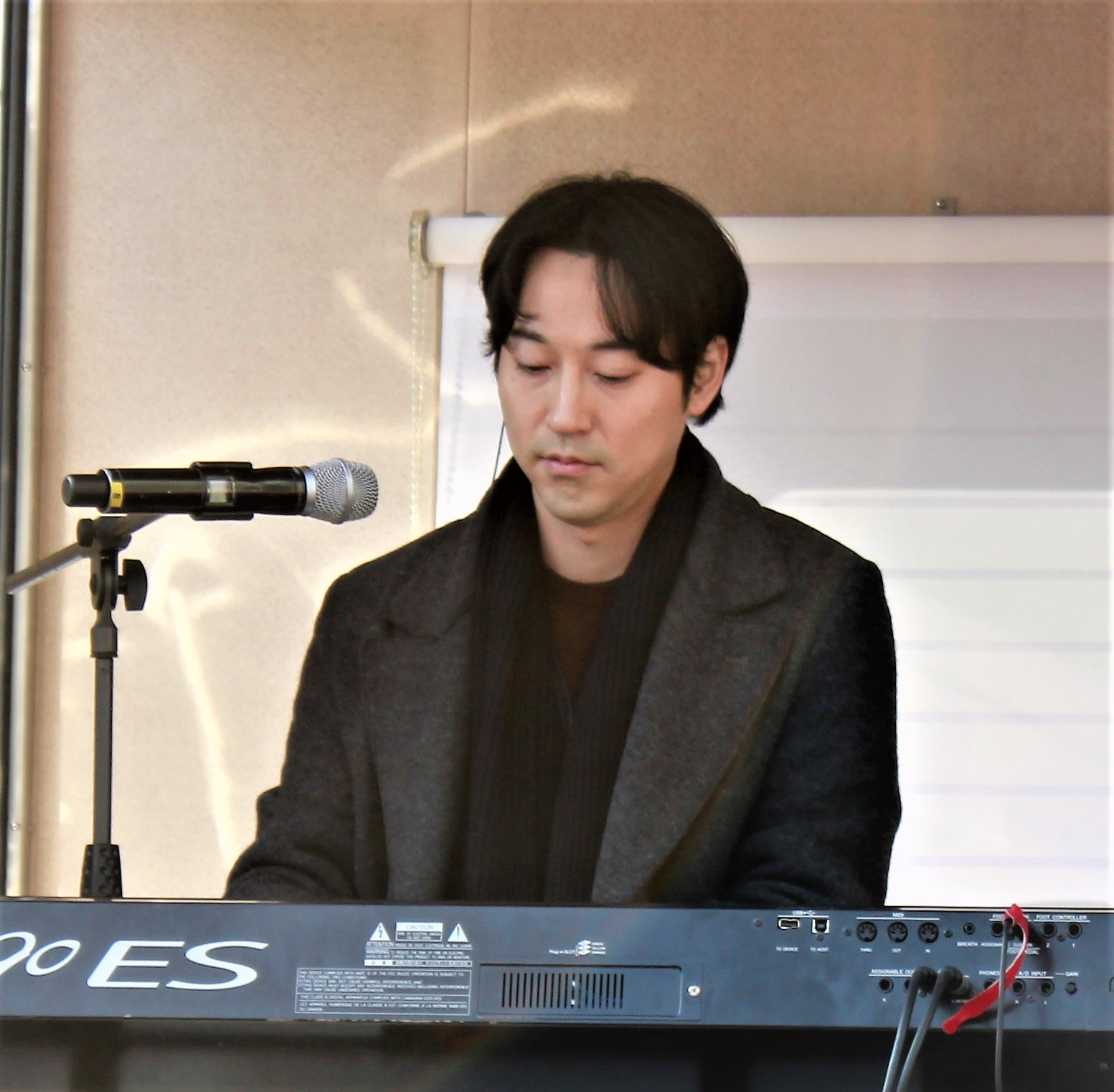
Yiruma (2017)

Yiruma (* 15. Februar 1978 in Seoul, Südkorea als Lee Ru-ma) ist ein südkoreanischer Pianist, Musiker und Komponist. Zu seinen bekanntesten Stücken gehört River Flows in You, mit welchem er sich 2011  in den deutschen Singlecharts platzieren konnte. Seine Musik wird aber auch als Neo-Klassik vermarktet und in Klassiksendern gespielt.

## Leben
Yiruma begann im Alter von fünf Jahren Klavier zu spielen. 1988 zogen er und seine Familie nach England. Dort beteiligte er sich im Dezember 1996 am Album The Musicians of Purcell (Decca). Er absolvierte eine Schule für Musik in London. Seit 2006 lebt er in Seoul. Yiruma ist mit Son Hye-im, der älteren Schwester der ehemaligen Miss Korea Son Tae-young, verheiratet. Zusammen haben sie eine Tochter.

## Musik
In seinen bekanntesten Stücken River Flows in You, May Be und Kiss the Rain verwendet der Künstler einfache und eingängige Harmonien. Seine Werke können damit der populären Klassik oder dem Easy Listening zugeordnet werden.
Der Titel River Flows in You wurde 2001 erstmals veröffentlicht, aber erst viel später von den Fans der Twilight-Saga als Favorit für die Untermalung einer romantischen Szene aus der Buchverfilmung von Twilight – Bis(s) zum Morgengrauen gewählt, in der Vampir Edward seiner Geliebten Bella eine Melodie auf dem Klavier vorspielt. Offenbar wurde es auch von den Produzenten in Erwägung gezogen, bevor sie sich für eine günstigere Neukomposition von Bella's Lullaby entschieden. Daraufhin erschienen bei YouTube mehrere Zusammenstellungen von Filmbildern, die von Yirumas Melodie untermalt wurden und sein Lied sehr populär machten. Im Jahr 2010 erschien auch eine Dance-Version von Alex Christensen (Jasper Forks) in Deutschland, aber erst mit dem Erscheinen des vierten Films der Twilight-Saga Breaking Dawn Ende 2011 konnte sich die Originalaufnahme von Yiruma in den Charts der deutschsprachigen Länder platzieren. 

## Songbücher
- Yiruma Piano Scores Vol. 3 – One Day Diary
- Yiruma Piano Scores – Yiruma Piano Album
- Yiruma Piano Scores – A Special Gift of Yiruma

## Diskografie
- 2001: Love Scene
- 2001: First Love
- 2002: Oasis & Yiruma (Soundtrack)
- 2002: Doggy Poo (Soundtrack)
- 2003: From the Yellow Room
- 2004: Nocturnal Lights … They Scatter
- 2005: Destiny of Love
- 2005: Yiruma: Live at HOAM Art Hall
- 2005: Poemusic
- 2006: H.I.S. Monologue
- 2008: P.N.O.N.I.
- 2009: Missing You
- 2011: River Flows in You – The Very Best of Yiruma
- 2011: River Flows in You (Single, UK: Gold)
- 2012: Best of
- 2012: Falling
- 2012: Kiss the Rain
- 2013: Stay in Memory
- 2013: Blind Film
- 2014: Atmosfera

## Auszeichnungen für Musikverkäufe
| Goldene Schallplatte - Dänemark - 2019: für die Single River Flows in You - Singapur - 2020: für das Album The Best - Reminiscent 10th Anniversary | Platin-Schallplatte - Italien - 2018: für die Single River Flows in You - Neuseeland - 2024: für die Single River Flows in You - Spanien - 2024: für die Single River Flows in You |

Anmerkung: Auszeichnungen in Ländern aus den Charttabellen bzw. Chartboxen sind in ebendiesen zu finden.
| Land/RegionAuszeichnungen für Musikverkäufe (Land/Region, Auszeichnungen, Verkäufe, Quellen) | Gold     | Platin     | Verkäufe | Quellen             |
| -------------------------------------------------------------------------------------------- | -------- | ---------- | -------- | ------------------- |
| Dänemark (IFPI)                                                                              | Gold1    | —          | 45.000   | ifpi.dk             |
| Deutschland (BVMI)                                                                           | —        | Platin1    | 300.000  | musikindustrie.de   |
| Italien (FIMI)                                                                               | —        | Platin1    | 50.000   | fimi.it             |
| Neuseeland (RMNZ)                                                                            | —        | Platin1    | 30.000   | radioscope.co.nz    |
| Singapur (RIAS)                                                                              | Gold1    | —          | 5.000    | rias.org.sg         |
| Spanien (Promusicae)                                                                         | —        | Platin1    | 60.000   | elportaldemusica.es |
| Vereinigtes Königreich (BPI)                                                                 | Gold1    | —          | 400.000  | bpi.co.uk           |
| Insgesamt                                                                                    | 3× Gold3 | 4× Platin4 |          |                     |